# Полтавська міська територіальна громада
Полтавська міська територіальна громада — територіальна громада в Україні, у Полтавському районі Полтавської області, з адміністративним центром у місті Полтава.

## Загальна інформація
Площа території — 547,8 км², населення громади — 312 814 осіб, з них: міське населення — 286 649 осіб, сільське — 26 165 осіб (2020 р.).

## Населені пункти
До складу громади увійшли м. Полтава та села Абазівка, Андріївка, Андрушки, Бершацьке, Біологічне, Бочанівка, Бричківка, Бугаївка, Валок, Верхоли, Витівка, Глухове, Говтвянчик, Гожули, Грабинівка, Гринівка, Гутирівка, Давидівка, Долина, Долинне, Жуки, Залізничне, Затурине, Зорівка, Івашки, Їжаківка, Каплунівка, Карпусі, Келебердівка, Ковалівка, Косточки, Лаврики, Лозівка, Макарцівка, Макухівка, Мильці, Носівка, Олепіри, Очканівка, Пальчиківка, Патлаївка, Петрівка, Рожаївка, Сем'янівка, Соломахівка, Соснівка, Супрунівка, Тахтаулове, Тернівщина, Трирогове, Уманцівка, Циганське, Чорноглазівка, Шостаки, Яцинова Слобідка.

## Історія
Створена у 2020 році, відповідно до розпорядження Кабінету Міністрів України № 721-р від 12 червня 2020 року «Про визначення адміністративних центрів та затвердження територій територіальних громад Полтавської області», шляхом об'єднання територій та населених пунктів Полтавської міської та Абазівської, Бричківської, Валківської, Гожулівської, Ковалівської, Пальчиківської, Сем'янівської, Супрунівської, Тахтаулівської, Чорноглазівської сільських рад Полтавського району Полтавської області.